# Jean-Marie Lavalou
Jean-Marie Lavalou (* 9. März 1946 in Le Bourg-Saint-Léonard; † 15. Juli 2022 in Paris) war ein französischer Filmtechniker, der zusammen mit Alain Masseron den ersten fernbedienbaren Kamerakran („Louma Camera Crane“) erfand.

## Leben
Lavalou stammte aus einer Familie von in der Normandie ansässigen Camembert-Herstellern. Er studierte an der Filmhochschule Ecole Nationale Supérieure Louis Lumière in Paris, wo er 1968 einen Abschluss erlangte.

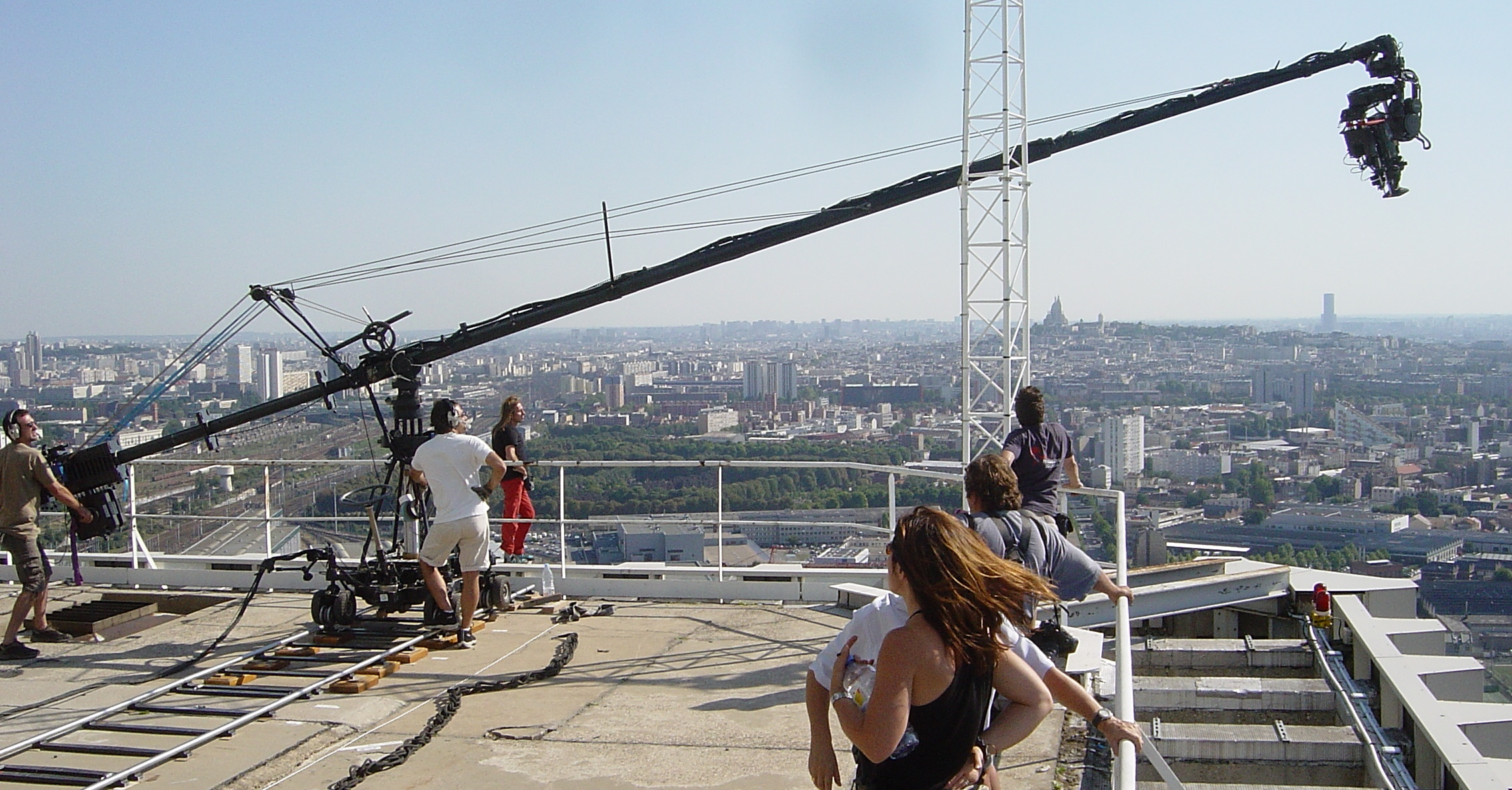
Ein „Louma Camera Crane“ (2005)

Nach dem Studium leistete Lavalou seinen Wehrdienst ab. In der Filmabteilung der Marine Nationale lernte er dabei Alain Masseron kennen, mit dem er fortan zusammenarbeitete. Für Aufnahmen in einem U-Boot befestigten sie eine Kamera an einer Holzstange und zogen diese durch das enge Schiff, wodurch sie ungewöhnliche Kamerabewegungen erzielen konnten. Daraufhin brachten sie ihre Erfindung zum Kameraverleih SamAlga Cinema in Paris, dessen Chefingenieur Albert Vigier sie wiederum mit David Samuelson vom Londoner Samuelson Film Service (SFS) bekanntmachte. SFS finanzierte die Weiterentwicklung und brachte ein Team von Ingenieuren hinzu. Gemeinsam bauten sie den weltweit ersten Kamerakran mit Remotehead (einem ferngesteuerten Kopf statt bemannter Plattform), wobei sie das ursprünglich angedachte Gerät mit einem gerade in der Entwicklung befindlichen Video-Assist-System von Joe Dunton kombinierten. 1975 war der „Louma Camera Crane“ fertiggestellt. Seine Bezeichnung setzt sich aus den letzten bzw. ersten Buchstaben der Namen von Lavalou und Masseron zusammen.
Zu den frühen Einsätzen des „Louma Camera Crane“ gehörten die Eingangs- und Schlussszenen von Roman Polańskis Psychothriller Der Mieter (1976). Ab 1978 kam der Kran auch in den Vereinigten Staaten zum Einsatz. Er wurde unter anderem in Steven Spielbergs Komödie 1941 – Wo bitte geht’s nach Hollywood (1979) genutzt, an der Lavalou als technischer Berater mitarbeitete. Der Film erhielt eine Oscar-Nominierung in der Kategorie Beste Kamera. In der Folgezeit arbeitete Lavalou stetig daran, seinen Kran an die Bedürfnisse Hollywoods anzupassen und besuchte Filmsets, um sich mit den Kamerateams darüber auszutauschen.
Bei der Oscarverleihung 1981 gewann Lavalou zusammen mit Masseron und Samuelson für die Konstruktion und Entwicklung des „Louma Camera Crane“ einen Oscar für Wissenschaft und Entwicklung. Die Weiterentwicklung des Krans brachten ihnen außerdem bei der Oscarverleihung 2005 die höchste Oscar-Ehrung für technische Leistungen in der Filmindustrie ein, den Scientific and Technical Academy Award of Merit.
In späteren Jahren entwickelte Lavalou mit seinem Unternehmen Loumasystems den „Louma 2“, einen computerunterstützten Teleskop-Kamerakran, der 2007 auf den Markt kam. Auch trug Lavalou zur Einführung des Spydercam-Systems in Frankreich bei, mit dessen Hilfe unter anderem in Sportstadien Kameras an Drähten bewegt werden. Hierfür designte er Elemente, mit denen die Drähte am Stadiondach befestigt werden.
Jean-Marie Lavalou starb 2022 im Alter von 76 Jahren an einer plötzlich auftretenden Erkrankung. Er hinterließ vier Schwestern.